# Panaxia arisana
Panaxia arisana är en fjärilsart som beskrevs av Matsumura 1911. Panaxia arisana ingår i släktet Panaxia och familjen björnspinnare. Inga underarter finns listade i Catalogue of Life.